# ديك لاست
ديك لاست (بالسويدية: Dick Last)‏ هو لاعب كرة قدم سويدي في مركز حراسة المرمى، ولد في 3 فبراير 1969 في Munkedal ‏ في السويد. شارك مع منتخب السويد لكرة القدم. أما مع النوادي، فقد لعب مع نادي فايله.

## وصلات خارجية
- ديك لاست على موقع قاعدة بيانات كرة القدم.إي يو (الإنجليزية)
- ديك لاست على موقع ناشيونال فوتبول تيمز (الإنجليزية)